# Echipele Campionatului Mondial al Cluburilor FIFA 2008
Acestea sunt Echipele Campionatului Mondial al Cluburilor FIFA 2008.

## Adelaide United
Antrenor:  Aurelio Vidmar
| Nr. |           | Poziție | Jucător               |
| --- | --------- | ------- | --------------------- |
| 2   | Australia | F       | Robert Cornthwaite    |
| 3   | Brazilia  | F       | Alemão                |
| 4   | Australia | F       | Angelo Costanzo       |
| 5   | Australia | F       | Michael Valkanis      |
| 6   | Brazilia  | F       | Cássio                |
| 8   | Australia | M       | Kristian Sarkies      |
| 10  | Brazilia  | A       | Cristiano             |
| 11  | Australia | M       | Osama Malik           |
| 13  | Australia | M       | Travis Dodd (căpitan) |
| 14  | Australia | F       | Scott Jamieson        |
| 15  | Australia | M       | Jonas Salley          |

| Nr. |           | Poziție | Jucător          |
| --- | --------- | ------- | ---------------- |
| 16  | Australia | F       | Daniel Mullen    |
| 18  | Australia | M       | Fabian Barbiero  |
| 19  | Australia | F       | Saša Ognenovski  |
| 20  | Australia | P       | Eugene Galeković |
| 21  | Australia | M       | Jason Spagnuolo  |
| 22  | Brazilia  | M       | Diego            |
| 23  | Australia | F       | Michael Marrone  |
| 24  | Australia | M       | Paul Reid        |
| 25  | Australia | A       | Robert Younis    |
| 30  | Australia | P       | Mark Birighitti  |
| 40  | Australia | P       | Lucas Andreucci  |

## Al-Ahly
Antrenor:  Manuel José
| Nr. |                          | Poziție | Jucător                 |
| --- | ------------------------ | ------- | ----------------------- |
| 1   | Egipt                    | P       | Amir Abdelhamid         |
| 2   | Teritoriile Palestiniene | P       | Ramzi Saleh             |
| 5   | Egipt                    | F       | Ahmad El-Sayed          |
| 6   | Egipt                    | M       | Ahmad Sedik             |
| 7   | Egipt                    | F       | Shady Mohamed (captain) |
| 8   | Egipt                    | M       | Mohamed Barakat         |
| 10  | Egipt                    | A       | Ahmed Belal             |
| 11  | Egipt                    | F       | Sayed Moawad            |
| 12  | Angola                   | M       | Gilberto                |
| 13  | Qatar                    | M       | Hussain Yasser          |
| 15  | Egipt                    | A       | Hany El-Agazy           |
| 17  | Egipt                    | M       | Ahmed Hassan            |

| Nr. |        | Poziție | Jucător                  |
| --- | ------ | ------- | ------------------------ |
| 18  | Egipt  | A       | Osama Hosny              |
| 19  | Egipt  | M       | Hussein Ali              |
| 21  | Egipt  | F       | Ramy Adel                |
| 22  | Egipt  | M       | Mohamed Aboutrika        |
| 23  | Angola | A       | Flávio Amado             |
| 24  | Egipt  | M       | Ahmed Fathi              |
| 25  | Egipt  | M       | Hossam Ashour            |
| 26  | Egipt  | F       | Wael Gomaa               |
| 27  | Egipt  | M       | Moataz Eno               |
| 31  | Egipt  | P       | Ahmed Adel Abd El-Moneam |
| 32  | Egipt  | F       | Mohamed Samir            |

## Gamba Osaka
Antrenor:  Akira Nishino
| Nr. |          | Poziție | Jucător                     |
| --- | -------- | ------- | --------------------------- |
| 1   | Japonia  | P       | Naoki Matsuyo               |
| 2   | Japonia  | F       | Sota Nakazawa               |
| 5   | Japonia  | F       | Satoshi Yamaguchi (captain) |
| 6   | Japonia  | F       | Yohei Fukumoto              |
| 7   | Japonia  | M       | Yasuhito Endo               |
| 8   | Japonia  | M       | Shinichi Terada             |
| 9   | Brazilia | A       | Lucas                       |
| 10  | Japonia  | M       | Takahiro Futagawa           |
| 11  | Japonia  | A       | Ryuji Bando                 |
| 13  | Japonia  | M       | Michihiro Yasuda            |
| 14  | Japonia  | A       | Shoki Hirai                 |
| 16  | Japonia  | M       | Hayato Sasaki               |

| Nr. |          | Poziție | Jucător          |
| --- | -------- | ------- | ---------------- |
| 17  | Japonia  | M       | Tomokazu Myojin  |
| 18  | Brazilia | A       | Roni             |
| 19  | Japonia  | F       | Takumi Shimohira |
| 20  | Japonia  | M       | Shu Kurata       |
| 21  | Japonia  | F       | Akira Kaji       |
| 22  | Japonia  | P       | Yosuke Fujigaya  |
| 23  | Japonia  | M       | Takuya Takei     |
| 24  | Japonia  | A       | Kenta Hoshihara  |
| 27  | Japonia  | M       | Hideo Hashimoto  |
| 29  | Japonia  | P       | Atsushi Kimura   |
| 30  | Japonia  | A       | Masato Yamazaki  |

## LDU Quito
Antrenor:  Edgardo Bauza
| Nr. |           | Poziție | Jucător                    |
| --- | --------- | ------- | -------------------------- |
| 1   | Ecuador   | P       | José Francisco Cevallos    |
| 2   | Argentina | F       | Norberto Araujo            |
| 3   | Ecuador   | F       | Renán Calle                |
| 4   | Ecuador   | M       | Paúl Ambrosi               |
| 5   | Ecuador   | M       | Alfonso Obregón            |
| 7   | Ecuador   | M       | Luis Bolaños               |
| 8   | Ecuador   | A       | Patricio Urrutia (captain) |
| 9   | Ecuador   | A       | Agustín Delgado            |
| 10  | Ecuador   | M       | Edder Vaca                 |
| 11  | Ecuador   | M       | Danny Vaca                 |
| 13  | Ecuador   | M       | Néicer Reasco              |
| 14  | Ecuador   | M       | Diego Calderón             |

| Nr. |           | Poziție | Jucător             |
| --- | --------- | ------- | ------------------- |
| 15  | Ecuador   | F       | William Araujo      |
| 16  | Argentina | A       | Claudio Bieler      |
| 17  | Ecuador   | A       | Cristian Suárez     |
| 19  | Chile     | A       | Reinaldo Navia      |
| 20  | Ecuador   | M       | Pedro Larrea        |
| 21  | Argentina | M       | Damián Manso        |
| 22  | Ecuador   | P       | Alexander Domínguez |
| 23  | Ecuador   | F       | Jairo Campos        |
| 24  | Ecuador   | M       | Gabriel Espinosa    |
| 25  | Ecuador   | P       | Daniel Viteri       |
| 28  | Ecuador   | M       | Israel Chango       |

## Manchester United
Antrenor:  Alex Ferguson
| Nr. |               | Poziție | Jucător                   |
| --- | ------------- | ------- | ------------------------- |
| 1   | Țările de Jos | P       | Edwin van der Sar         |
| 2   | Anglia        | F       | Gary Neville (captain)    |
| 3   | Franța        | F       | Patrice Evra              |
| 5   | Anglia        | F       | Rio Ferdinand             |
| 7   | Portugalia    | M       | Cristiano Ronaldo         |
| 8   | Brazilia      | M       | Anderson                  |
| 9   | Bulgaria      | A       | Dimitar Berbatov          |
| 10  | Anglia        | A       | Wayne Rooney              |
| 11  | Țara Galilor  | M       | Ryan Giggs (vice-captain) |
| 13  | Coreea de Sud | M       | Park Ji-Sung              |
| 15  | Serbia        | F       | Nemanja Vidić             |
| 16  | Anglia        | M       | Michael Carrick           |

| Nr. |                   | Poziție | Jucător         |
| --- | ----------------- | ------- | --------------- |
| 17  | Portugalia        | M       | Nani            |
| 18  | Anglia            | M       | Paul Scholes    |
| 19  | Anglia            | A       | Danny Welbeck   |
| 21  | Brazilia          | F       | Rafael          |
| 22  | Republica Irlanda | F       | John O'Shea     |
| 23  | Irlanda de Nord   | F       | Jonny Evans     |
| 24  | Scoția            | M       | Darren Fletcher |
| 28  | Republica Irlanda | M       | Darron Gibson   |
| 29  | Polonia           | P       | Tomasz Kuszczak |
| 32  | Argentina         | A       | Carlos Tévez    |
| 40  | Anglia            | P       | Ben Amos        |

## Pachuca
Antrenor:  Enrique Meza Enriquez
| Nr. |           | Poziție | Jucător                 |
| --- | --------- | ------- | ----------------------- |
| 1   | Columbia  | P       | Miguel Calero (captain) |
| 2   | Mexic     | F       | Leobardo López          |
| 3   | Paraguay  | F       | Julio Manzur            |
| 4   | Mexic     | F       | Marco Iván Pérez        |
| 6   | Mexic     | M       | Jaime Correa            |
| 7   | Argentina | M       | Damián Álvarez          |
| 8   | Mexic     | M       | Gabriel Caballero       |
| 9   | Argentina | A       | Bruno Marioni           |
| 10  | Brazilia  | A       | Christian               |
| 11  | Mexic     | A       | José María Cárdenas     |
| 12  | Mexic     | M       | Juan Carlos Rojas       |
| 13  | Mexic     | A       | Edwin Borboa            |

| Nr. |                            | Poziție | Jucător                  |
| --- | -------------------------- | ------- | ------------------------ |
| 15  | Mexic                      | M       | Luis Montes              |
| 16  | Mexic                      | M       | Carlos Gerardo Rodríguez |
| 18  | Statele Unite ale Americii | M       | José Francisco Torres    |
| 19  | Argentina                  | M       | Christian Giménez        |
| 21  | Mexic                      | F       | Fausto Pinto             |
| 22  | Mexic                      | F       | Paul Aguilar             |
| 23  | Mexic                      | P       | Carlos Velázquez         |
| 24  | Mexic                      | M       | Raúl Martínez            |
| 27  | Mexic                      | M       | Edy Germán Brambila      |
| 29  | Mexic                      | A       | Víctor Mañon             |
| 30  | Mexic                      | P       | Rodolfo Cota             |

## Waitakere United
Antrenor:  Chris Milicich
| Nr. |                  | Poziție | Jucător           |
| --- | ---------------- | ------- | ----------------- |
| 1   | Noua Zeelandă    | P       | Richard Gillespie |
| 2   | Noua Zeelandă    | F       | Jonathan Perry    |
| 3   | Noua Zeelandă    | F       | Aaron Scott       |
| 5   | Noua Zeelandă    | F       | Danny Hay         |
| 6   | Noua Zeelandă    | F       | Hone Fowler       |
| 7   | Noua Zeelandă    | A       | Daniel Ellensohn  |
| 8   | Țara Galilor     | M       | Paul Seaman       |
| 9   | Insulele Solomon | A       | Benjamin Totori   |
| 10  | Noua Zeelandă    | A       | Allan Pearce      |
| 11  | Anglia           | M       | Neil Sykes        |
| 12  | Fiji             | A       | Roy Krishna       |
| 13  | Noua Zeelandă    | A       | Daniel Koprivcic  |

| Nr. |               | Poziție | Jucător          |
| --- | ------------- | ------- | ---------------- |
| 14  | Noua Zeelandă | M       | Jeff Campbell    |
| 15  | Țara Galilor  | M       | Christopher Bale |
| 16  | Anglia        | M       | Neil Emblen      |
| 17  | Noua Zeelandă | M       | Jake Butler      |
| 19  | Noua Zeelandă | M       | Mikael Munday    |
| 20  | Noua Zeelandă | F       | Jason Rowley     |
| 21  | Noua Zeelandă | A       | Kayne Vincent    |
| 22  | Anglia        | P       | Dan Robinson     |
| 23  | Noua Zeelandă | M       | Corey Hitchen    |
| 28  | Noua Zeelandă | P       | Sean Dowling     |
| 29  | Brazilia      | M       | Adriano          |